# 1996年アトランタオリンピックのフィンランド選手団
1996年アトランタオリンピックのフィンランド選手団（1996ねんアトランタオリンピックのフィンランドせんしゅだん）は、1996年7月19日から8月4日にかけてアメリカ合衆国のジョージア州アトランタで開催された1996年アトランタオリンピックのフィンランド選手団、およびその競技結果。

## 概要
今大会は金メダル1個、銀メダル2個、銅メダル1個の合計4個のメダルを獲得した。

## メダル
| メダル | 選手名           | 競技       | 種目                             |
| ------ | ---------------- | ---------- | -------------------------------- |
| 金     | ヘリ・ランタネン | 陸上       | 女子やり投                       |
| 銀     | ヤニ・シービネン | 競泳       | 男子200m個人メドレー             |
| 銀     | マルコ・アセル   | レスリング | 男子グレコローマンスタイル74kg級 |
| 銅     | セポ・ラテュ     | 陸上       | 男子やり投                       |